# Phim cổ trang Việt Nam
Phim cổ trang Việt Nam là những bộ phim điện ảnh, phim truyền hình và đôi khi cả tác phẩm sân khấu (có thu hình) sử dụng trang phục, tập quán và lễ nghi thời cổ đại (cổ trang), thường là thời phong kiến. Phim cổ trang Việt Nam bắt đầu xuất hiện từ năm 1924 và phát triển đỉnh cao vào những năm 90 của thế kỷ 20.

## Khái niệm

### Định nghĩa
Cho tới hiện tại chưa có một định nghĩa cụ thể cho "Phim cổ trang Việt Nam". Dù tồn tại từ khá sớm, nhưng khái niệm "phim cổ trang" có khả năng mới được du nhập từ 2009–2010 với sự hợp tác với một số nhà làm phim Trung Quốc trong quá trình sản xuất bộ phim Lý Công Uẩn: Đường tới thành Thăng Long.
Theo quan điểm của Trung Quốc, phim cổ trang bao gồm phim lịch sử (gồm phim chính sử và phim dã sử), phim võ hiệp, phim cung đình, phim thần thoại, phim xuyên không, phim chuyển thể cùng một số nhánh nhỏ khác, gồm cả phim có nội dung hư cấu từ nhân vật lịch sử. Một tác phẩm cổ trang có thể chồng chéo nhiều thể loại. Quan điểm của Đài Loan thì phim cổ trang bao gồm cả thể loại hài kịch, ca tử hí (một loại hình sân khấu) và bố đại hí (phim hoạt hình rối bóng dân gian).
Bối cảnh của phim cổ trang Việt Nam thường là bối cảnh lịch sử trước năm 1945 hoặc bối cảnh truyền thuyết, giả tưởng. Một số bộ phim bối cảnh thời Pháp thuộc (trước 1945) và bối cảnh ngoài Việt Nam (nhưng do Việt Nam sản xuất) cũng được xếp vào thể loại cổ trang (xem đề mục Tranh cãi). Hiện tại, phim hoạt hình, phim ngắn, video âm nhạc có bối cảnh cổ không được xếp vào danh sách phim cổ trang Việt Nam.

### Phân loại
Có thể tạm thời phân chia phim cổ trang Việt Nam thành một số thể loại chính, gồm:
- Phim chính sử, là những bộ phim phản ánh sự kiện lịch sử, nhân vật lịch sử. Ví dụ: Đêm hội Long Trì, Hoàng Hoa Thám, Ngọn nến Hoàng cung, Tây Sơn hào kiệt,...
- Phim dã sử, là những bộ phim hư cấu dựa trên những sự kiện lịch sử, nhân vật lịch sử. Ví dụ: Long thành cầm giả ca, Trần Trung kỳ án, Trạng Quỳnh,...
- Phim lịch sử giả tưởng, là những bộ phim chỉ lấy bối cảnh phong kiến để sáng tạo hoàn toàn. Ví dụ: Mỹ nhân kế, Lửa Phật, Tấm Cám: Chuyện chưa kể,...

Một số thể loại khác:
- Phim võ hiệp cổ trang, là những bộ phim sử dụng các động tác võ thuật, có bối cảnh nằm trong một giai đoạn lịch sử cụ thể. Ví dụ: Tây Sơn hiệp khách, Thăng Long đệ nhất kiếm, Thiên mệnh anh hùng, Dòng máu anh hùng,...
- Phim kỳ ảo cổ trang (phim thần thoại), là những bộ phim lấy bối cảnh thần thoại, truyền thuyết, sở hữu các sự vật siêu nhiên. Ví dụ: Học trò Thủy Thần, Dã tràng xe cát biển Đông, Cuộc chiến với Chằn Tinh,...
- Phim cổ trang cung đình (thường là phim cung đấu), là những bộ phim có bối cảnh chủ yếu ở hoàng cung, tập trung vào sinh hoạt của nhà vua. Ví dụ: Kiếp phù du, Mỹ nhân, Phượng khấu,...
- Phim kinh dị cổ trang, là những bộ phim thể loại kinh dị lấy bối cảnh từ một giai đoạn lịch sử cụ thể. Ví dụ: Tết ở làng địa ngục, Kẻ ăn hồn, ...

## Tranh cãi

### Phim bối cảnh Pháp thuộc
Phim có bối cảnh thời Pháp thuộc (1884 – 1945) về mặt niên đại là một bộ phận của dòng phim lịch sử Việt Nam. Tuy nhiên, về mặt phục trang, các phim có bối cảnh thời Pháp thuộc không hoàn toàn đều là phim cổ trang, do đó, nhận định phim thời Pháp thuộc phạm vi cổ trang vẫn còn thiếu tính nhất quán, mà nguyên nhân chính là từ mảng phục trang của các bộ phim.
Một số bộ phim có phục trang chủ yếu là âu phục (dù âu phục thời kỳ này vẫn có sự khác biệt với thời kỳ sau) như Hẹn gặp lại Sài Gòn, Nguyễn Ái Quốc ở Hồng Kông, dù là phim lịch sử nhưng thường không được coi là một bộ phim cổ trang hoàn toàn vì đến hầu hết các trang phục trong phim thuộc về thời kỳ hiện đại. Mặt khác, những bộ phim như Mộng phù hoa, Mỹ nhân Sài Thành hay Chị Dậu, Làng Vũ Đại ngày ấy, hoàn toàn có thể được gọi là phim cổ trang vì phần lớn các trang phục là áo thứ thân, áo bà ba hoặc áo dài xưa, đều là những cổ phục Việt. Tương tự với những bộ phim Kim Đồng, Vợ chồng A Phủ, khi trang phục chủ yếu trong phim là trang phục truyền thống của các dân tộc thiểu số, thường không có sự thay đổi lớn qua nhiều thời kỳ.
Nhìn chung, ta có thể phân loại phim có bối cảnh thời Pháp thuộc vào hàng phim lịch sử, nhưng tuyệt nhiên không thể phân loại tất cả thành phim cổ trang.

## Lịch sử

### Trước 1986
Ngày 19 tháng 12 năm 1916, Toàn quyền Đông Dương ra Nghị định liên quan tới việc sử dụng điện ảnh làm phương tiện tuyên truyền cho nước Pháp và thành lập Ban điện ảnh (Mission Cinématographique) trực thuộc Văn phòng phủ Toàn quyền. Đây được xem là dấu mốc mở đầu cho sự xuất hiện của điện ảnh trên lãnh thổ Đông Dương.
Ngày 11 tháng 9 năm 1923, Hãng phim và chiếu bóng Đông Dương (Indochine Films et Cinéma - IFEC) do người Pháp thành lập ở Hà Nội. Hãng IFEC sau đó đã sản xuất bộ phim Kim Vân Kiều dựa trên bản dịch tiếng Pháp Truyện Kiều (bản dịch của Nguyễn Văn Vĩnh). Kim Vân Kiều do E.A. Famechon làm chủ nhiệm, Thierry làm đạo diễn (có tài liệu ghi Famechon làm đạo diễn), bắt đầu quay từ tháng 6 năm 1923 tại Hà Nội. Kim Vân Kiều được chiếu tại Hà Nội ngày 14 tháng 3 năm 1924, và Sài Gòn vào ngày 19 tháng 9. Kim Vân Kiều được một số báo chí như Hữu Thanh, Trung Văn khen ngợi nhưng lại thất bại phòng vé. Nguyên nhân thất bại của Kim Vân Kiều được cho là vì "không có gì khác so với vở diễn sân khấu" và "bị dư luận lên án là xuyên tạc tác phẩm của Nguyễn Du". Tuy vậy, Kim Vân Kiều vẫn được xem là bộ phim đầu tiên của điện ảnh thuộc địa Đông Dương cũng như lịch sử điện ảnh Việt Nam.
Sau thất bại của Kim Vân Kiều, IFEC có làm một số bộ phim tài liệu khác cho đến năm 1927 thì ra mắt bộ phim dã sử tiếp theo là Bà Đế (còn mang tên là Huyền thoại Bà Đế hay Truyền thuyết Bà Đế). Bà Đế do Paul Numier viết kịch bản và Georges Spacht làm đạo diễn. Cốt truyện dựa theo sự tích về nhân vật Bà Đế. Vai chính của phim do Léonor Gilles, một cô gái Pháp lai Việt thủ vai. Các diễn viên phụ đa số là người Việt. Bộ phim bị thua lỗ nặng nề và khiến IFEC từ bỏ việc sản xuất phim.
Sau sự thất bại của Hãng IFEC và hãng phim Hương Ký, điện ảnh Việt Nam gần như bị đóng băng. Năm 1937, xuất hiện nhóm làm phim của Đàm Quang Thiện (bút danh Nguyễn Văn Nam). Nhóm đã ký kết hợp đồng với chủ rạp người Hoa là Pei Song King (đại diện cho Hãng Nam Duỵt - The South China Motion Picture Co.) để thực hiện bộ phim Cánh đồng ma. Bộ phim quay ở Hồng Kông. Nhóm làm phim sau đó tan rã vì bị chèn ép.
Sau Cách mạng tháng Tám, điện ảnh Việt Nam mới chính thức trở lại với một số bộ phim tài liệu chiến tranh ở các chiến khu cũng như một số bộ phim tâm lý-tình cảm tại khu vực Pháp tạm chiếm. Năm 1953, Chủ tịch Chính phủ Việt Nam Dân chủ Cộng hòa Hồ Chí Minh ký sắc lệnh thành lập ngành điện ảnh cách mạng Việt Nam. Năm 1954, sau Hiệp định Geneve, Việt Nam bị tạm chia cắt.
Tại miền Nam, sau những bộ phim tuyên truyền chống miền Bắc, Hãng phim Mỹ Vân tiến hành hợp tác với nghệ sĩ cải lương Nguyễn Thành Châu (Năm Châu) để sản xuất hai bộ phim Quan Âm Thị Kính chuyển thể từ truyện thơ cùng tên năm 1956, và tiếp đó là Người đẹp Bình Dương năm 1957 (công chiếu năm 1958) dựa trên truyện dân gian Trung Quốc. Dù vậy, cả hai bộ phim trên vẫn còn mang nặng tính sân khấu. Cùng năm 1957, Hãng Tân Việt Điện ảnh đầu tư bộ phim Hồi chuông Thiên Mụ do Lê Dân làm đạo diễn. Hồi chuông Thiên Mụ được chuyển thể từ tiểu thuyết Tiếng chuông Thiên Mụ của Phan Trần Chúc, lấy bối cảnh thời Tự Đức. Năm 1960, Hãng phim Mỹ Vân lại tiếp tục làm một bộ phim cổ trang về đề tài tôn giáo là Áo dòng đẫm máu, cũng do Năm Châu đạo diễn, nội dung phim nói về cuộc đời của Philípphê Phan Văn Minh. Sau đó phim cổ trang lại thất thế trong trào lưu phim tâm lý-tình cảm, hài,...
Tại miền Bắc, điện ảnh tập trung vào phim tài liệu và tâm lý, chiến tranh, cổ vũ cuộc đấu tranh thống nhất đất nước. Tuy nhiên, vẫn có một số bộ phim lịch sử được sản xuất trong thời gian này như Nghêu, Sò, Ốc, Hến của đạo diễn Bắc Xuyên và Trúc Lâm vào năm 1967, Trần Quốc Toản ra quân của đạo diễn Bạch Diệp năm 1971, Quan Âm Thị Kính của đạo diễn Tào Mạt và Đoàn Long năm 1974, nhưng đều là những bộ phim thu hình từ các vở chèo, mang nặng tính sân khấu.

### 1986 – 2010
Sau thống nhất, dòng phim cổ trang dần đi vào quên lãng. Cho đến sau Đổi mới, dòng phim cổ trang mới chính thức trở lại điện ảnh Việt Nam với hai bộ phim Thằng Bờm của đạo diễn Lê Đức Tiến và Hoàng Hoa Thám của đạo diễn Trần Phương (gồm hai tập Thủ lĩnh áo nâu và Lửa cháy đường chân trời) do Hãng phim truyện Việt Nam sản xuất vào năm 1987. Hai năm sau, 1989, Hãng phim truyện Việt Nam tiếp tục cho ra mắt bộ phim Đêm hội Long Trì và phần tiếp theo Kiếp phù du. Cho đến nay, Đêm hội Long Trì vẫn được xem là tác phẩm kinh điển không chỉ riêng với dòng phim cổ trang mà cả nền điện ảnh Việt Nam.
Cùng năm 1989, điện ảnh Việt Nam hoàn toàn thực hiện xóa bỏ bao cấp và chuyển cơ chế thị trường dưới sự quản lý của Nhà nước, kéo theo sự xuất hiện của các hãng phim tư nhân. Các bộ phim thương mại, hay phim mì ăn liền được sản xuất ồ ạt, trong đó không thiếu những bộ phim cổ trang và những bộ phim lấy đề tài lịch sử. Trong đó nổi bật nhất là các phim Phạm Công - Cúc Hoa (1989), Tây Sơn hiệp khách (1990), Thăng Long đệ nhất kiếm (1990),...
Mặt khác, để phục vụ các khán giả nhỏ tuổi, Xưởng phim thiếu nhi của Hãng phim truyện Việt Nam đã sản xuất một số bộ phim chuyển thể từ truyện cổ tích để phục vụ đối tượng này, như Học trò Thủy thần của đạo diễn Khánh Dư (1990), Truyền thuyết tình yêu Thần Nước của đạo diễn Hà Sơn (1991), Dã tràng xe cát biển Đông của đạo diễn Khánh Dư (1995),... Năm 1993, Hãng phim Phương Nam cũng sản xuất loạt phim dành cho thiếu nhi Cổ tích Việt Nam, chuyển thể từ các truyện cổ tích dân gian.
Năm 1997, bộ phim truyền hình lịch sử cổ trang đầu tiên là Hoàng Lê nhất thống chí (biên kịch Phan Chí Thành, đạo diễn Vũ Thị Trọng Liên) được phát sóng trên VTV. Nhưng do không có kinh nghiệm sản xuất, thiếu kinh phí, nội dung sơ sài, thiếu logic,... nên phim phải hứng chịu nhiều phê phán của dư luận. Từ đó, VTV không còn phát sóng chương trình truyền hình lịch sử nào khác cho đến tận năm 2010.
Bước sang đầu những năm 2000, Hãng phim Truyền hình Thành phố Hồ Chí Minh liên tục sản xuất và cho ra mắt nhiều bộ phim truyền hình lịch sử như Trùng Quang tâm sử, Chúa tàu Kim Quy, Lục Vân Tiên, Ngọn nến Hoàng cung,... Trong đó, bộ phim Ngọn nến hoàng cung được đánh giành được nhiều đánh giá tích cực.

### Từ 2010
Năm 2008, chính phủ thành lập Ban chỉ đạo Quốc gia để chuẩn bị cho Đại lễ 1000 năm Thăng Long – Hà Nội. Trước đó, để chuẩn bị cho Đại lễ, tháng 10 năm 2000, nhân dịp kỷ niệm 990 năm Thăng Long – Hà Nội, kế hoạch làm phim lịch sử 1000 năm Thăng Long – Hà Nội đã được vạch ra. Cuộc thi kịch bản phim phục vụ dự án cũng đã được tổ chức và trao giải.
Hưởng ứng Đại lễ, nhiều bộ phim truyền hình và điện ảnh đã được gấp rút đầu tư như Thái sư Trần Thủ Độ, Lý Công Uẩn: Đường tới thành Thăng Long, Thái Tổ Lý Công Uẩn, Huyền sử thiên đô,..., Về đất Thăng Long, Khát vọng Thăng Long, Tây Sơn hào kiệt, Long thành cầm giả ca,... Đại đa số các tác phẩm đều có bối cảnh xoay quanh những sự kiện lịch sử gắn với Thủ đô Hà Nội, ngoại lệ hiếm hoi là Lều chõng. Đại lễ là dấu mốc mở ra một giai đoạn mới cho thể loại cổ trang.
Từ sau Đại lễ đến 2019, một loạt các phim điện ảnh cổ trang được đầu tư, sản xuất một cách ồ ạt. Thế nhưng, một bộ bộ phim được đánh giá tốt lại gặp vấn đề về khâu quảng bá, dẫn tới thất bại về mặt doanh thu như Khát vọng Thăng Long, Thiên mệnh anh hùng,... Những bộ phim còn lại, kể cả có doanh thu tốt như Mỹ nhân kế, Tấm Cám: Chuyện chưa kể, Trạng Quỳnh hay thảm họa như 3D Cung tâm kế đều bị chỉ trích về nội dung rời rạc, cốt truyện yếu, nhiều sạn,...
Năm 2020 với ba bộ phim chuyển thể là Trạng Tí phiêu lưu ký, Cậu Vàng và Kiều được hy vọng sẽ là "cú nổ lớn" hay "cú bứt phá" của dòng phim cổ trang Việt. Do ảnh hưởng của dịch Covid-19, lịch chiếu của các bộ phim trên được dời sang năm 2021. Tuy nhiên, trái ngược với những gì mong đợi, cả ba bộ phim trên đều bị vướng vào những vụ lùm xùm không đáng có dẫn tới những thất bại phòng vé: Quản lý trang mạng xã hội và một diễn viên Cậu Vàng xúc phạm khán giả, gây tranh cãi khi sử dụng chó Shiba Nhật Bản để đóng vai chó Việt; Đoàn làm phim Trạng Tí không tôn trọng họa sĩ Lê Linh (tác giả của bộ truyện Thần đồng đất Việt được chuyển thể), tìm cách nói dối để định hướng dư luận để người hâm mộ tấn công họa sĩ rồi sau đó bị vạch trần, đạo diễn Phan Gia Nhật Linh công kích tác phẩm mà mình chuyển thể, cũng như việc đoàn làm phim có những hành động thiếu lắng nghe, thậm chí đối đầu với khán giả;...
Năm 2023, cổ trang Việt Nam được sống dậy bằng một thể loại mới là kinh dị cổ trang, với 2 bộ phim cùng một vũ trụ là Tết ở làng địa ngục và Kẻ ăn hồn đã làm bùng nổ mảng điện ảnh lẫn truyền hình Việt Nam.

## Nhận định
Do đại đa số các phim cổ trang đều mang hơi hướng lịch sử, nên dòng phim này gặp nhiều khó khăn trong khâu sản xuất và thường bị soi mói nhiều về mặt nội dung, phục trang, tư liệu. Ngay từ bộ phim truyền hình đầu tiên là Hoàng Lê nhất thống chí đã bị dư luận phản ứng dữ hội. Còn trường hợp phim Lý Công Uẩn: Đường tới thành Thăng Long bị xem là "Phim Trung Quốc nói tiếng Việt" và bị cấm phát sóng là ví dụ điển hình.. Bộ phim được phát thay thế Đường tới thành Thăng Long là Huyền sử thiên đô cũng bị dư luận làng Kim Văn (Hà Nội) phản ứng vì hình tượng nhân vật công chúa Lê Cúc Phương trong phim bị sai lệch so với thành hoàng của làng.
Câu chuyện của Huyền sử thiên đô đã dẫn đến những tranh luận về hư cấu trong phim cổ trang. Đạo diễn Nguyễn Quốc Hưng (Ngọn nến hoàng cung) nhận xét: Khi xem phim lịch sử trong nước, đa số từ nhà làm phim đến khán giả và cả giới phê bình đều quan tâm đến sự kiện, trang phục, binh khí, đạo cụ, bối cảnh quay... có đúng lịch sử không, mà ít ai bàn đến nội dung phim, trong khi vấn đề quan trọng nhất vẫn là nội dung câu chuyện. Không chỉ đề tài về lịch sử mà tất cả những đề tài khác đều phải có câu chuyện thật hay, thật hấp dẫn. Đạo diễn Đào Bá Sơn (Long thành cầm giả ca) thì đưa ra quan điểm: Một phim lịch sử hay chắc chắn phải hội đủ 3 điều kiện: thứ nhất là khả năng, tài năng của người làm phim; thứ hai là sự hiểu biết, tri thức; thứ ba là sự tôn trọng lịch sử của chính những người làm phim và phải có tâm trong góc độ nhìn nhận lịch sử. Tôi cũng cho rằng: trong một bộ phim lịch sử không thể có sự hư cấu quá mức, bắt buộc phải tôn trọng chi tiết, sự kiện lịch sử. Trên cơ sở đó, người làm phim chỉ được quyền có sự hư cấu nhất định, nhưng phải nằm trong khuôn khổ để không tạo ra sự phi lý khiến người xem cảm thấy không chấp nhận được.
Dù vậy, vấn đề đạo cụ phục trang, bối cảnh, ngôn ngữ,... vẫn luôn là những cản trở lớn đối với những người làm phim cổ trang. Chỉ lấy trường hợp phim Huyền sử thiên đô, chi phí sản xuất phim này gấp tới 6-7 lần các phim thông thường, phim cứ bấm máy rồi lại ngừng. Bộ phim có kịch bản 72 tập nhưng chỉ quay được 42 tập thì giải tán đoàn làm phim, đến khi đem bán cho Đài truyền hình Việt Nam thì phim còn bị lên kế hoạch ngừng phát sóng giữa chừng. Tác giả kịch bản Nguyễn Mạnh Tuấn nói Kịch bản đã có đủ, không sản xuất sớm thì sản xuất khi khác. Nếu xem vài tập khán giả chán thì dừng lại là vừa. Nhưng khán giả ủng hộ thì nên sản xuất tiếp. Đạo diễn Đỗ Đức Thịnh (Trạng Quỳnh) thì chia sẻ rằng: Tại Việt Nam, làm phim dã sử, lịch sử, cổ trang khó gấp 10 lần so với các thể loại khác. Bởi bối cảnh, phục trang... của chúng ta không nhiều. Do đó, đoàn làm phim phải làm lại từ đầu và gần như toàn bộ. Đạo diễn Nguyễn Hữu Trọng tổng kết lại ba vấn đề chính của phim cổ trang là: Sản xuất chưa có nhiều kinh nghiệm; Trong quá trình sản xuất thiếu công nghệ hỗ trợ; Thiếu cái nhìn khách quan về phim lịch sử, vẫn còn nhìn câu chuyện lịch sử một cách đóng khung.
Vấn đề diễn viên cũng là một trở ngại lớn. Những bộ phim lấy bối cảnh quá khứ từ vài trăm năm đến hàng ngàn năm tạo nên cơn "khát" diễn viên cổ trang. Phần nhiều diễn viên đóng phim cổ trang từ những năm 2010 trở lại thiếu tìm hiểu bối cảnh lịch sử, nghiên cứu nhân vật lịch sử mà bản thân thủ vai, không thể hiện được nội tâm của nhân vật. Nghệ sĩ nhân dân Thế Anh ví von rằng: Không phải bạn mặc một bộ quần áo công chúa vào là bạn trở thành công chúa được đâu. Võ thuật Bình Định thường được ưu ái lựa chọn để quay các cảnh hành động trong phim, nhưng lại thiếu những cảnh quay đối kháng có chất lượng. Phải từ Dòng máu anh hùng (2006), các cảnh hành động trong phim cổ trang điện ảnh mới được đầu tư nhiều hơn, trong khi phim truyền hình vẫn "dậm chân tại chỗ". Bản thân việc đóng phim với phục trang trong điều kiện thời tiết cực đoan, những cảnh hành động cưỡi ngựa mặc giáp là những cảnh quay nguy hiểm, có thể ảnh hưởng với sức khỏe của diễn viên.
Mặt khác, Việt Nam vẫn chưa có một trường quay chuyên nghiệp nào dành cho phim cổ trang. Phục trang trong các bộ phim cũng bị soi rất kỹ và có thể gây phản ứng trái chiều. Đạo diễn Nguyễn Hữu Phần (Đất và người) nhận xét: Thực tế rất nhiều phim lịch sử của chúng ta xa rời đời sống, nhất là về phục trang. Đành rằng làm nghệ thuật là sáng tạo và có tính thẩm mỹ cao, cách điệu đời sống, nhưng không thể xa rời mà phải trên cơ sở đời sống. Một nỗi lo khác là nỗi lo "giống phim Tàu", thậm chí điều này còn khiến những đạo diễn phải thay đổi phục trang để tránh dù có thể không trung thực với lịch sử. Năm 2020, Dự án phim trường cổ trang Yên Tử phải chấm dứt hoạt động là một đòn mạnh giáng vào những ý tưởng, khao khát được đặt ra cho chiến lược phát triển của điện ảnh Việt Nam.
Tháng 11 năm 2012, Hội Điện ảnh Việt Nam tổ chức hội thảo với chủ đề Nhân vật lịch sử trong phim truyện Việt Nam ghi nhận những thành công trong việc đưa đề tài lịch sử vào phim ảnh và phê phán những vấn đề bất cập tồn tại. Phim cổ trang Việt Nam được định hướng nhằm ngăn chặn "Cơn lũ điện ảnh cổ trang Trung Quốc và Hàn Quốc" dẫn tới tình trạng người Việt Nam am hiểu lịch sử Trung Quốc, Hàn Quốc, Hoa Kỳ,... hơn lịch sử Việt Nam (còn gọi là Dân ta đói sử ta) và được xem là công cụ hữu hiệu quảng bá tên tuổi đất nước. Dòng phim cổ trang được xem như một bài toán khó, chi phí tốn kém nhưng khán giả lại có những yêu cầu rất cao, dẫn đến thực tế là phim cổ trang Việt "lép vế ngay tại sân nhà" và "lực bất tòng tâm". Đạo diễn Đinh Thái Thụy (Mỹ nhân) thì chia sẻ rằng: "Các nhà làm phim vẫn đang… mắc nợ khán giả yêu phim ảnh Việt về đề tài sử Việt".

## Tiểu thể loại

### Phim tôn giáo
Phim có đề tài tôn giáo ở Việt Nam có số lượng còn khiêm tốn, đặc biệt là những bộ phim có bối cảnh trước 1945. Bộ phim Áo dòng đẫm máu nói về cuộc đời của Linh mục Philípphê Phan Văn Minh dưới thời hai vua Thiệu Trị và Tự Đức nhà Nguyễn có khả năng là phim tôn giáo đầu tiên ở Việt Nam.
Cuối thập niên 1990, có ba bộ phim về Phật giáo được ra mắt là Người con báo hiếu dựa trên sự tích Mục Liên Thanh Đề, Đôi mắt Thái tử Câu Na La dựa trên sự tích Vương tử Kuṇāla, và Ánh đạo vàng dựa trên sự tích của Đức Phật Thích Ca Mâu Ni. Năm 2013, Chùa Hoằng Pháp lập dự án phim về Đức Phật, mời Công Hậu, diễn viên thủ vai Đức Phật trong phim Ánh đạo vàng làm đạo diễn. Phim đạt giải thưởng ở Liên hoan phim Vesak của Phật giáo năm 2014.
Nhìn chung, đa số các phim tôn giáo cổ trang ở Việt Nam đang lấy nhân vật, bối cảnh nước ngoài. Trong phim có thể có những yếu tố tâm linh, thần bí, huyền diệu.

### Phim bối cảnh Pháp thuộc
Phim có bối cảnh thời Pháp thuộc thường là những bộ phim tái hiện Việt Nam giai đoạn 1897 – 1945, khi xã hội Việt Nam đã có sự thay đổi sau các cuộc khai thác thuộc địa của thực dân Pháp.Nội dung của các bộ phim này thường là phản ánh cuộc sống của người dân Việt Nam thời thuộc địa và cuộc đấu tranh chống lại chế độ thực dân.
Về đề tài đời sống, dựa trên bối cảnh, có thể chia thành phim mang bối cảnh nông thôn và phim mang bối cảnh đô thị.
Bối cảnh nông thôn Bắc Bộ thời Pháp thuộc được khắc họa sớm hơn trong phim truyện Chị Dậu năm 1980 và Làng Vũ Đại ngày ấy năm 1982 của đạo diễn Phạm Văn Khoa. Từ những năm 2000, các hãng phim miền Nam liên tục cho sản xuất nhiều bộ phim lấy bối cảnh Nam Bộ xưa, thành công nhất phải kể đến các bộ phim truyền hình chuyển thể tiểu thuyết của Hồ Biểu Chánh.
Bối cảnh đô thị thời Pháp thuộc trong phim thường tập trung vào hai đô thị lớn khi đó là Hà Nội và Sài Gòn. Bắt đầu từ Số đỏ của đạo diễn Hà Văn Trọng, Lộng Chương năm 1990, Giông tố của đạo diễn Nguyễn Mạnh Lân năm 1991. Và thực sự trở lại bằng hai bộ phim truyền hình Mộng phù hoa của đạo diễn Nam Yên và Mỹ nhân Sài Thành của đạo diễn Lê Cung Bắc cùng được phát sóng năm 2018.
Còn đề tài đấu tranh cách mạng, nổi bật hơn cả là các bộ phim làm về danh nhân, sớm nhất là phim Kim Đồng của đạo diễn Nông Ích Đạt, Vũ Phạm Từ năm 1961. Thành công nhất có thể kể đến loạt phim về cuộc đời Chủ tịch nước Hồ Chí Minh như Hẹn gặp lại Sài Gòn, Nguyễn Ái Quốc ở Hồng Kông,...

### Phim hài
Hài kịch cổ trang Việt Nam mở đầu với hai bộ phim Thằng Bờm (1987) và Thằng Cuội (1989) nhưng từ đó mất bóng khỏi màn ảnh lớn. Thể loại này trở lại từ năm 2005 với bộ phim Thầy dởm được Công ty Cổ phần Nghe nhìn Thăng Long phát hành qua định dạng đĩa DVD. Từ đó, trong dịp Tết Nguyên đán hàng năm, có nhiều bộ phim hài Tết được ra mắt dưới định dạng đĩa DVD hay đăng tải trên internet, trong đó không thiếu những bộ phim chuyển thể từ truyện cười dân gian, lấy bối cảnh nông thôn thời phong kiến như Râu quặp (2004), Lên voi (2006), Người ngựa, Ngựa người (2009), Cả Ngố (2010), Không hề biết giận (2013), Quan trường - Trường quan (2015),...
Những tình huống trong các phim hài được xây dựng theo phong cách hài hước, dí dỏm nhưng sâu cay, vừa dựa trên tích truyện dân gian vừa mang đầy hơi thở đương đại với nhiều sự kiện mang tính thời sự.